# Municipio de Russell (Kansas)
El municipio de Russell (en inglés: Russell Township) es un municipio ubicado en el condado de Russell en el estado estadounidense de Kansas. En el año 2010 tenía una población de 82 habitantes y una densidad poblacional de 0,64 personas por km².

## Geografía
El municipio de Russell se encuentra ubicado en las coordenadas 38°54′54″N 98°49′53″O / 38.91500, -98.83139. Según la Oficina del Censo de los Estados Unidos, el municipio tiene una superficie total de 127.94 km², de la cual 127,91 km² corresponden a tierra firme y (0,02 %) 0,03 km² es agua.

## Demografía
Según el censo de 2010, había 82 personas residiendo en el municipio de Russell. La densidad de población era de 0,64 hab./km². De los 82 habitantes, el municipio de Russell estaba compuesto por el 90,24 % blancos, el 3,66 % eran afroamericanos, el 6,1 % eran asiáticos. Del total de la población el 0 % eran hispanos o latinos de cualquier raza.